# Joseph Campbell
Joseph Campbell (ur. 26 marca 1904 w White Plains (Nowy Jork), zm. 30 października 1987 w Honolulu) – amerykański mitoznawca, religioznawca, pisarz i myśliciel. Uznawany za jednego z najwybitniejszych mitografów XX wieku.
Swoimi fundamentalnymi dziełami (Bohater o tysiącu twarzy, Maski Boga) zmienił tradycyjne sposoby pojmowania mitologii oraz zjawiska mitu we współczesnych naukach społecznych i wywarł istotny wpływ na twórczość artystów Zachodniego Świata drugiej połowy XX wieku.
Programy telewizyjne z jego udziałem, nadawane przez największe sieci telewizyjne świata, stały się wydarzeniem społecznym, naukowym i artystycznym lat 80.
Jego koncepcje (podobnie jak koncepcje Mircea Eliadego) umieszczane są w nurcie tzw. jungowskiej analizy mitologii i religii.

## Życiorys

### Dzieciństwo
Joseph Campbell urodził się i dorastał w Nowym Jorku w rzymskokatolickiej rodzinie należącej do klasy średniej. Był pierwszym dzieckiem Charlesa i Josephine Campbellów. Gdy miał siedem lat, ojciec zabrał go i jego młodszego brata, Charliego, na przedstawienie Buffalo Bill’s Wild West (Dziki Zachód Buffalo Billa). Ten wieczór zaważył na całym późniejszym życiu Josepha, zafascynowanego od owej chwili amerykańskimi Indianami.
Do dwunastego roku życia czynnie uczestniczył w praktykach religijnych, poznając równocześnie kulturę rdzennych Amerykanów (Indian). Jego pogląd na świat został uformowany poprzez dynamiczne relacje między tymi dwoma perspektywami mitologicznymi. Z jednej strony oddziaływały na niego rytuały, symbole i bogata tradycja jego katolicko-irlandzkiego dziedzictwa; z drugiej zaś – fascynacja prostymi doświadczeniami prymitywnych ludów. Gdy miał 10 lat, przeczytał wszystkie książki na temat amerykańskich Indian, które były dostępne w sekcji dziecięcej lokalnej biblioteki. Został dopuszczony do księgozbioru dla dorosłych, gdzie w końcu przeczytał wielotomowy Reports of the Bureau of American Ethnology. Często odwiedzał Amerykańskie Muzeum Historii Naturalnej, obserwując totemowe pale i maski – w ten sposób rozpoczęło się trwające całe życie badanie rozległej kolekcji muzeum.

### Edukacja
Większość z 13. roku życia spędził na rekonwalescencji po chorobie układu oddechowego. Następnie krótko uczęszczał do Iona, prywatnej szkoły w Westchester NY, póki matka nie zapisała go do Canterbury, katolickiej szkoły w New Milford CT. Szkolne lata Josepha Campbella były pomyślne i bogate w nagrody, choć naznaczone również wielką tragedią: w 1919 roku w pożarze domu Campbellów zginęła babka Josepha, a zniszczeniu uległa cała rodzinna posiadłość.
Joe ukończył Canterbury w 1921 roku, by w sierpniu tegoż roku wstąpić do Dartmouth College. Wkrótce – rozczarowany społecznością college’u i brakiem akademickiego rygoru – przeniósł się na Columbia University, gdzie wyróżniał się jako student: specjalizował się w literaturze średniowiecznej, grał w zespole jazzowym i stał się gwiazdą biegów. W 1924 roku, podczas podróży do Europy na parowcu wraz z rodziną, spotkał i zaprzyjaźnił się z Jiddu Krishnamurtim – nowo obranym mesjaszem Towarzystwa Teozoficznego (Theosophical Society).

### Europa
Po uzyskaniu tytułu Bachelor of Arts (licencjat nauk humanistycznych) i otrzymaniu tytułu Master of Arts (magister nauk humanistycznych), Campbell został nagrodzony Proudfit Traveling Fellowship, dzięki czemu kontynuował swe studia na Uniwersytecie Paryskim (Sorbonie), co miało miejsca w latach 1927–28. Potem, gdy otrzymał i odrzucił możliwość nauczania w swej macierzystej szkole wyższej, nagroda Fellowship została przedłużona, a Joseph pojechał do Niemiec, by wznowić studia na Uniwersytecie w Monachium (1928-29).

### Śmierć
Joseph Campbell zmarł nieoczekiwanie w 1987 roku po krótkiej walce z rakiem.

## Myśliciele, którzy wywarli wpływ na Campbella

### Sztuka, literatura, filozofia
Campbell często odnosił się w swoich pismach i wykładach do dzieł współczesnych pisarzy takich jak James Joyce i Tomasz Mann, a także do twórczości Pabla Picassa. Twórczość tych artystów poznał podczas studiów w Paryżu. Campbell korespondował z Tomaszem Mannem.
Także prace niemieckich filozofów Arthura Schopenhauera i Fryderyka Nietzschego wywarły duży wpływ na myśl Campbella. Wielokrotnie cytował ich pisma, często jako swoje własne tłumaczenia oryginalnych tekstów niemieckich.
Filozofia ujęta w słowa „follow your bliss” („idź za tym co daje ci błogość”), którą przypisywano Campbellowi po emisji audycji telewizyjnych zatytułowanych Potęga mitu (The Power of Myth), oparta jest na indyjskich Upaniszadach; wpływ na Campbella wywarła też zapewne powieść Babbitt Sinclair Lewisa z 1922 roku.

### Psychologia, mitoznawstwo, antropologia
Na sposób myślenia Campbella o uniwersalnych symbolach i opowiadaniach duży wpływ wywarli między innymi James Frazer (Złota gałąź), Adolph Bastion i Otto Rank (Mit narodzin bohatera).
Spojrzenie Cambella na historię kultury ukształtowało się pod wpływem myśli antropologa Leo Frobeniusa. Campbell często wskazywał, że najważniejszą książką dla jego intelektualnego rozwoju była praca Oswalda Spenglera Zmierzch Zachodu.
Idee Campbella odnośnie do mitów i ich związków z psychiką człowieka po części mają swoje korzenie w pionierskich pracach Zygmunta Freuda, ale w szczególności w pracach Carla Junga, którego studia z zakresu psychologii humanistycznej miały olbrzymi wpływ na Campbella. Koncepcja mitu Campbella jest ściśle związana z Jungowską interpretacją snów, która w znacznej mierze polega na interpretacji symboli. Z kolei na Jungowski wgląd w archetypy znaczny wpływ wywarła Bardo thödol (Tybetańska Księga Umarłych).
W roku 1940 Campbell uczęszczał na Columbia University na wykłady profesora Heinricha Zimmera, z którym się zaprzyjaźnił. Campbell traktował Zimmera jak mentora. Zimmer nauczył Campbella, że mit (bardziej niż guru czy przewodnik duchowy) może pełnić rolę osobistego mentora, gdyż opowiadania mityczne dostarczają psychologicznych drogowskazów pozwalających odnaleźć się w labiryncie, jaki tworzy złożoność współczesnego świata. Źródłem psychologicznych realizacji dla Zimmera były raczej znaczenia opowieści mitycznych (ich symbole, metafory, wyobrażenia, itp.) niż sama psychoanaliza. W późniejszym czasie Campbell zapożyczył od Junga techniki interpretacji, ale ukształtował je w sposób zgodny z przekonaniami Zimmera – interpretował bezpośrednio na podstawie mitologii świata. Jest to istotne rozróżnienie, ponieważ wyjaśnia dlaczego Campbell, na gruncie psychologii stosowanej, nie postępował dokładnie po drogach wytyczonych przez myśl Junga.

### Religioznawstwo porównawcze
Campbell oparł się na pracach Carla Junga i wyjaśniał zjawiska psychiczne jako doświadczenia archetypowe. Ale Campbell niekoniecznie zgadzał się z Jungiem w każdej kwestii i w wielu przypadkach zdecydowanie obstawał przy swoich pomysłach.
Zasadnicze przekonanie, jakie żywił Campbell, to pogląd, że wszelka duchowość jest poszukiwaniem tej samej podstawowej, nieznanej siły, z której wszystko się wywodzi, w której wszystko obecnie istnieje i do której wszystko wróci. Ta elementarna siła ostatecznie jest niepoznawalna, ponieważ istnieje przed słowami i wiedzą. Chociaż ta podstawowa siła napędowa nie może zostać wyrażona w słowach, to rytuały duchowe i historie odnoszą się do tej siły poprzez użycie „metafor” – metaforami tymi są różne opowiadania, bóstwa i obiekty duchowości, jakie można zobaczyć na świecie. Na przykład mitu stworzenia w Biblii nie powinno się traktować jako dosłownego opisu faktycznych zdarzeń, ale raczej powinno się odszukać w nim wskazówki dotyczące zasadniczych prawd o świecie i o naszym istnieniu.
Zgodnie z tym Campbell uważał, że religie świata są różnorodnymi, kulturowo odmienionymi „maskami” tych samych, zasadniczych, transcendentnych prawd. Wszystkie religie, w tym chrześcijaństwo i buddyzm, mogą wynieść ludzką świadomość ponad i poza dualistyczną koncepcję rzeczywistości – poza idee „przeciwstawnych par”, takich jak istnienie i nieistnienie czy dobro i zło.
Campbell był zafascynowany tym, co nazywał podstawowymi uniwersalnymi prawdami, które wyrażają się poprzez swoją manifestacje w różnych kulturach. Na przykład w przedmowie do książki Bohater o tysiącu twarzy wskazuje, że jego celem było ukazanie podobieństw pomiędzy Wschodnimi i Zachodnimi religiami. W czterotomowej serii książek Maski boga Campbell starał się zebrać główne duchowe wątki wspólne dla całego świata poprzez badanie tego, jak objawiają się one lokalnie. Wiąże się z tym jego idea, że wiele z systemów wierzeń na świecie, które wyrażają te uniwersalne prawdy, ma to samo pochodzenie geograficzne i punkt startowy w epoce brązu na żyznych łąkach Europy (i Dalekiego Wschodu), gdzie zmieszały się one z nową, wyłaniającą się kulturą indo-europejską (aryjską).

### Bohaterowie i monomit
Rola bohatera pojawia się jako istotna przede wszystkim w studiach porównawczych Campbella.
W pracy z 1949 roku Bohater o tysiącu twarzy Campbell wprowadził swoją ideę monomitu (wyrażenie to zapożyczył od Jamesa Joyce’a), przedstawiając zarys niektórych archetypowych wzorców jakie rozpoznał. Bohaterzy byli ważni dla Campbella, ponieważ – jak uważał – są nośnikiem uniwersalnych prawd o osobistym samo-odkryciu i samo-transcendencji, o roli w społeczeństwie i w związkach pomiędzy dwojgiem ludzi.

## Koncepcje i publikacje
Podstawowe dzieła Bohater o tysiącu twarzy, Maski boga, Potęga mitu zmieniły tradycyjne sposoby pojmowania mitologii i przyczyniły się do popularyzacji tematyki religioznawczej zwłaszcza w Stanach Zjednoczonych. Campbell wskazywał, że mitologia w życiu współczesnych społeczeństw zachodnich odgrywa niewielką rolę, skutkiem czego nie potrafią one żyć w zgodzie z naturą i sobą. Propagował ideę „nowej mitologii”, która powstanie i obejmować będzie mieszkańców całej planety.

### Gdzie dwóch przychodzi do swojego ojca
Pierwszą opublikowaną pracą Campbella była Where the Two Came to Their Father (Gdzie dwóch przychodzi do swojego ojca) z 1943 roku przedstawiająca ceremonię Nawahów, prowadzoną przez szamana Jafa Kinga i nagraną przez artystę i etnologa Mauda Oakesa, która opowiada o dwóch młodych bohaterach przychodzących do domu swojego ojca, Słońca, i wracają z siłą niszczącą potwory, które dokuczają ich plemieniu. Campbell opracował komentarz do tego nagrania. W kolejnych latach swojej kariery odnosił się do tej opowieści, by ilustrować za pomocą niej zarówno uniwersalne symbole i struktury ludzkich mitów, jak i w szczególności („idee ludowe”) rodzimych amerykańskich opowieści.

### A Skeleton Key to Finnegans Wake
Pierwszą ważną książka Campbella (której współautorem był Henry Morton Robinson) A Skeleton Key to Finnegans Wake, wydana w 1944 roku, stanowi krytyczną analizę ostatniego tekstu Jamesa Joyce’a Finnegans Wake.

### Bohater o tysiącu twarzy
Książka Bohater o tysiącu twarzy ukazała się 1949 roku i była jego pierwszą samodzielną publikacją. Campbell zmienił ją nieco przy okazji edycji w 1968 roku. Była wielokrotnie wznawiana, przetłumaczona na ponad 20 języków. W sumie na całym świecie sprzedano ponad milion egzemplarzy tej publikacji. Dzięki niej Campbell stał się znany poza środowiskiem akademickim. Do dziś uważana jest za jego najbardziej wpływową pracę.
Praca ta początkowo nosiła tytuł How to Read Myth (Jak odczytać mit) i oparta została na wykładach wprowadzających do mitologii, które Campbell prowadził w Sarah Lawrence College.
Campbell omawia w niej cykl podróży bohatera – określony terminem monomit, który Campbell zapożyczył bezpośrednio z dzieła Finnegans Wake Jamesa Joyce’a.
Publikacja ta nie tylko spopularyzowała koncepcję wyprawy bohaterskiej, ale także zapoczątkowała procesy upowszechniania się samej idei mitologii porównawczej – badań nad ludzką motywacją do tego by tworzyć opowiadania i obrazy, które – mimo że są „ubrane” w motywy odpowiednie dla określonego czasu i miejsca – bazują na uniwersalnych, zawsze aktualnych tematach.
W książce Bohater o tysiącu twarzy Campbell omawia teorię wyprawy archetypowego bohatera, jaki pojawia się w mitologiach na świecie. Snuje dociekania oparte na teorii, że wszystkie mity z całego świata, które przetrwały tysiące lat, łączy ta sama fundamentalna struktura, którą Campbell nazywa monomitem.
Przedstawiając monomit, Campbell opisuje poszczególne fazy wyprawy. Wyprawa bohatera ma swój początek w zwyczajnym świecie. Tu bohater wzywany jest do przejścia w niezwykły świat dziwnych mocy i zdarzeń (zew przygody). Jeśli bohater zaakceptuje wezwanie do wejścia w ten dziwny świat, to musi stanąć w obliczu zadań i prób (droga prób) – niekiedy bohater musi przejść przez te próby samodzielnie, w innych przypadkach odbywa się to z czyjąś pomocą. W najbardziej wzmożonym momencie przejścia bohater musi przetrwać szczególnie ciężką próbę, często dzięki pomocy jaką pozyskał podczas wyprawy. Jeśli bohater przetrwa, to może uzyskać wielki dar (cel lub korzyść), którego efektem często jest ważna samowiedza. Wówczas bohater musi zdecydować, czy wrócić z tą korzyścią (do zwyczajnego świata), stając przed koniecznością pokonania przeciwności w drodze powrotnej. Jeśli bohaterowi powiedzie się powrót, korzyść lub dar mogą być użyte do uczynienia świata lepszym.
Niewiele jest mitów, które zawierały by wszystkie te fazy – niektóre mity zawierają wiele z wymienionych faz, podczas gdy inne zawierają tylko wybrane; niektóre mity mogą koncentrować się tylko na jednej z faz, jeszcze inne mogą zawierać rozważane fazy w nieco innym układzie. Fazy te mogą układać się na różne sposoby – na przykład Odejście (czasami nazywane Oddzieleniem), Inicjacja i Powrót. „Odejście” traktuje o bohaterze, który dzielnie wyrusza ku wyzwaniu, „Inicjacja” traktuje o różnych przygodach, jakie spotykają go na jego drodze, a „Powrót” traktuje o powrocie bohatera do domu z wiedzą i mocami, jakie zyskał podczas wyprawy.
Wśród klasycznych przykładów monomitu, na których opiera się Campbell i inni uczeni, znajdują się historie Ozyrysa, Prometeusza, Buddy, Mojżesza i Chrystusa. Campbell cytuje także wiele innych klasycznych mitów pochodzących z wielu kultur, które osadzone są na podstawowej strukturze monomitu.
Chociaż Campbell rozprawia o wyprawie bohatera z użyciem, popularnych w latach 40. i 50., koncepcji Zygmunta Freuda, to struktura monomitu nie jest związana z tymi koncepcjami. Podobnie: choć aby naświetlić niektóre kwestie Campbell korzysta z pewnej mieszanki jungowskich archetypów, nieuświadomionych sił, i struktury rytuałów przejścia Arnolda van Gennepa – to wzorzec wyprawy bohatera wywiera na świecie wpływ na artystów i intelektualistów, sugerując zasadniczą użyteczność wglądu oferowanego przez Campbella – wglądu, który nie jest powiązany z kategoriami akademickimi ani formami analizy z połowy XX w.
Campbell korzystał z prac teoretyków z początku XX wieku (np. strukturalistów), aby rozwinąć swój model bohatera. Nawiązywał między innymi do Zygmunta Freuda (szczególnie jeśli chodzi o kompleks Edypa), Carla Junga (postacie archetypów i nieświadomość kolektywna), Arnolda van Gennepa (trzy fazy rytuałów przejścia, które u Campbella nazywają się Odejściem, Inicjacją i Powrotem). Campbell także posiłkował się pracami etnografów Jamesa Frazera, Franza Boasa oraz psychologa Otto Ranka.
Od czasu publikacji tej książki teoria Campbella była świadomie wykorzystywana przez wielu różnych współczesnych pisarzy i artystów – jednym z najbardziej znanych jest George Lucas, który przyznał, że wiele zawdzięcza Campbellowi, jeśli chodzi o historie zawarte w filmie Gwiezdne wojny.
Bohater o tysiącu twarzy wpłynął na wielu artystów, muzyków, poetów i producentów filmowych – m.in. na Boba Dylana, Jima Morrisona i wspomnianego George’a Lucasa. Mickey Hart, Bob Weir i Jerry Garcia zwracali wiele razy uwagę na wpływ Campbella i zgodzili się na udział z Campbellem w seminarium pod tytułem From Ritual to Rapture (Od rytuału do uniesienia), jakie odbyło się 1986 roku.
Hollywoodzki pisarz i producent filmowy Christopher Vogler napisał przewodnik dla Studiów Disneya dotyczący wykorzystania Bohatera o tysiącu twarzy przy pisaniu scenariuszy; przewodnik ten miał wpływ na twórców takich filmów jak Aladyn, Król lew i Piękna i Bestia. Vogler poszerzył w późniejszym czasie przewodnik i opublikował go jako książkę Podróż autora. Struktury mityczne dla scenarzystów i pisarzy, która stała się inspiracją dla wielu Hollywoodzkich filmów, które odniosły duże sukcesy. Uważa się, że była ona też wykorzystywana przy tworzeniu filmów z serii Matrix.

### Maski Boga
Obszerna czterotomowa praca The Masks of God (Maski boga) z lat 1959–1968 obejmuje mitologie z całego świata, od starożytności po współczesność. Podczas gdy praca Bohater o tysiącu twarzy koncentruje się na powszechności mitologii (na ideach zasadniczych) to Maski Boga koncentrują się na historycznych i kulturowych zmiennościach monomitu („ideach ludowych”). Innymi słowy, o ile Bohater o tysiącu twarzy czerpie być może więcej z psychologii to Maski Boga czerpią więcej z antropologii i historii. Na czterotomowy cykl składają się Primitive Mythology (Mitologia prymitywna, 1959), Oriental Mythology (Mitologia Orientu, 1962), Occidental Mythology (Mitologia Zachodu, 1964) i Creative Mythology (Mitologia kreatywna, 1968).

### Mityczny obraz
Praca The Mythic Image (Mityczny obraz) z roku 1974 zawiera ponad 400 ilustracji a tematy mityczne interpretowane są w rozdziałach skomponowanych raczej jako oprawa dla przedstawianych dzieł sztuki niż jako niezależne wywody. Na publikacje składa się sześć rozdziałów. W pierwszym (Świat jako sen) Campbell nawiązuje do poglądu, że mity podobnie jak sny wyłaniają się z wewnętrznego świata nieznanego świadomości na jawie. W drugim (Idea porządku kosmicznego) wyróżnia dwa porządki mitu: względnie prosty porządek niepisanych tradycji ustnych i złożony porządek monumentalnych cywilizacji pisma. W rozdziale trzecim (Lotos i róża) dyskutowane są pewne ważne różnice między orientalnymi i zachodnimi przejawami mitologii. Rozdział czwarty (Przemiany wewnętrznego światła) traktuje o orientalnym podejściu poprzez jogę do psychologicznego odczytania symboliki mitologicznej. W rozdziale piątym (Ofiara) przedstawione są badania porównawcze ujęć znanej figury ofiary boga. W szóstym (Przebudzenie) Campbell powraca do rozważań nad mitem jako snem oraz jako życiem i zwraca się ku koncepcji przebudzenia.

### Atlas historyczny mitologii światowej
Campbell zmarł w okresie gdy trwały jego prace nad bogato ilustrowaną, wielkoformatową serią publikacji zatytułowaną Historical Atlas of World Mythology (Atlas historyczny mitologii światowej). Seria ta miała być oparta na idei Campbella, po raz pierwszy przedstawionej w książce Bohater o tysiącu twarzy, że mit wraz z upływem czasu ewoluuje przechodząc poprzez cztery fazy. Kolejne tomy serii to: The Way of the Animal Powers (Droga sił zwierzęcych, 1983) – mity paleolitycznych łowców-zbieraczy, które skupiają się na szamanizmie i totemach zwierzęcych; The Way of the Seeded Earth (Droga zasianej ziemi, 1988–1989) – mity Epoki neolitu, kultur rolniczych, które koncentrują się na bogini matce i powiązanych rytuałach płodności; The Way of the Celestial Lights (Droga świateł niebiańskich) – mity miast-państw z epoki brązu z panteonem bogów, którym przewodzi bóg-król, i którzy rządzą z niebios; The Way of Man (Droga człowieka) – religia i filozofia jaka rozwinęła się po epoce osiowej (około VI w. p.n.e.), w której mityczne wyobrażenia z poprzednich epok świadomie przekształcone zostały w metafory, zyskały nowe interpretacje i nie są już traktowane dosłownie jako fakty historyczne ale jako zagadnienia duchowe związane z psychiką człowieka. Ta przemiana uwidacznia się na Wschodzie w buddyzmie, Wedancie i filozofii taoistycznej, a na Zachodzie w grecko-rzymskich kultach misteryjnych (misteriach), filozofii Platona, w chrześcijaństwie i u gnostyków. Tylko pierwsze dwa tomy zostały ukończone przed śmiercią Campbella.

### Potęga mitu
Największą popularność i uznanie szerokiej publiki przyniosła Campbellowi współpraca z Billem Moyersem nad serią audycji dla Public Broadcasting Service (PBS). Potęga mitu wyemitowana została w 1988 roku czyli w rok po śmierci Campbella. Serial przedstawił szerokiej publiczności jego idee związane z mitologicznym, religijnymi i psychologicznymi archetypami pobudzając wyobraźnie milionów widzów. Książka, o tym samym tytule stanowiąca rozszerzony zapis rozmów audycji telewizyjnych ukazała się niedługo po ich emisji stając się bestsellerem.

### Prace wydane pośmiertnie –Dzieła zebrane
Dzieła zebrane Josepha Campbella to projekt zainicjowany przez Fundację Josepha Campbella mający na celu publikację nowych, autorytatywnych edycji opublikowanych i nie publikowanych pism Campbella, a także nagrań audio i video z jego wykładów. We współpracy z New World Library, Acorn Media i Roomful of Sky Records w ramach projektu przygotowano 17 tytułów.

## Tłumaczenia na język polski
prace autorskie:
- Bohater o tysiącu twarzy, tłum. Andrzej Jankowski, konsultacja merytoryczna Wojciech Burszta, Poznań 1997, Wyd. Zysk i Sp., s. 322, ISBN 83-7150-224-9 (The Hero with a Thousand Faces 1949)
  - Bohater o tysiącu twarzy, tłum. Andrzej Jankowski, konsultacja merytoryczna Wojciech J. Burszta, wydanie II poszerzone i poprawione, Kraków 2013, Wydawnictwo NOMOS, s. XX + 405, ISBN 978-83-7688-128-7 (The Hero with a Thousand Faces 2008)
- Mityczny obraz, tłum. Artur Przybysławski i Tomasz Sieczkowski, Warszawa 2004, Wydawnictwo KR, s. 553, ISBN 83-89158-02-7 (The Mythic Image 1974)

książki z zapisami rozmów:
- Bill Moyers Potęga mitu: rozmowy Billa Moyersa z Josephem Campbellem, oprac. Betty Sue Flowers, przekł. Ireneusz Kania, Wydanie I: Kraków 1994, Wyd. „Znak” Signum, Wydanie II: Kraków 2007, Społeczny Instytut Wydawniczy „Znak”, s. 260, ISBN 978-83-240-0833-9 (The Power of Myth 1988)
- Kwestia bogów: zapisy z rozmów, rozmawiał Fraser Boa, tłum. Piotr Kołyszko, Warszawa 1994, Wyd. Santorski & Co, s. 126, ISBN 83-85386-80-7 (The Way of Myth: Talking with Joseph Campbell by Fraser Boa w opraciu o filmowy serial dokumentalny This business of the gods: Interview with Fraser Boa 1989)

## Opracowania
- Remigiusz T. Ciesielski, Światy Josepha Campbella, „Acta Universitatis Wratislaviensis Filozofia” 40 (2002), 83-97
- Remigiusz T. Ciesielski, Aporie mitu w koncepcji Josepha Campbella, „Acta Universitatis Wratislaviensis Filozofia”, 41 (2003), 99-117;
- Remigiusz T. Ciesielski, Metamorfozy maski: koncepcja Josepha Campbella, Poznań 2006, Wydawnictwo Naukowe UAM
- Remigiusz T. Ciesielski, Mityczny horyzont tożsamości [w:] Marian Golka(red.) Kłopoty z tożsamością, Seria Człowiek i Społeczeństwo nr 26, Poznań 2006, Wydawnictwo Naukowe UAM, ISBN 83-232-1660-6